# Supergruppo (musica)
Un supergruppo o anche superband, nella musica rock e pop in genere, è un gruppo musicale composto da musicisti già famosi per aver militato in altre band oppure per la propria attività artistica di solista.
Il primo supergruppo della storia della musica rock furono i Cream.
Fra i primi esempi di supergruppo vi furono successivamente i Crosby, Stills, Nash & Young e i Blind Faith.
In Italia la parola fu usata nel 1969 per il lancio del complesso Il Supergruppo, formato da elementi che avevano già acquisito una notorietà nel mondo della musica leggera, come solisti o come membri di formazioni già affermate. Un'ipotesi sull'origine del nome è che esso derivi dal titolo Super Session dell'album del 1968 di Al Kooper, Mike Bloomfield e Stephen Stills. 
Alcuni supergruppi ebbero vita breve, quando non nati appositamente per realizzare un singolo disco o un tour; altri, come ad esempio gli Asia, ebbero carriere più lunghe e con vari cambi di formazione.

## Storia

### Anni settanta
Negli anni 1970 la formazione di supergruppi era un evento molto raro e spesso queste nuove band non ottenevano un riscontro di pubblico. Tuttavia, band come Emerson, Lake & Palmer, Bad Company e UK ottennero in quegli anni un successo significativo.

### Anni ottanta
Anche negli anni 1980 la formula non fu particolarmente fortunata, ma band come Asia, Blue Murder, USA for Africa e Mr Big sono comunque meritevoli di menzione.

### Anni novanta
Negli anni novanta il fenomeno si fa più incisivo, con numerose band di successo, tra cui Temple of the Dog, Transatlantic e House of Lords.

### I supergruppi progressive metal
Il fenomeno dei supergruppi si è sviluppato principalmente in ambito progressive metal; infatti già a partire dai primi anni 2000, si vennero a formare nuove band di questo tipo, che diedero un notevole impulso alla diffusione e all'evoluzione del genere stesso. Tra questi vi sono Sons of Apollo, Liquid Tension Experiment, Explorers Club, Arch/Matheos, OSI, Seventh Key, Soen, Planet X, The Sea Within, Redemption, Transatlantic.

### Tra i supergruppi moderni ancora in attività
Ci sono ancora vari supergruppi in attività ancora oggi:
- The Last Shadow Puppets, composto da Alex Turner, Miles Kane, Zach Dawes e James Ford.
- SuperHeavy (dal 2011) con Mick Jagger (The Rolling Stones), David A. Stewart (Eurythmics), Joss Stone, Damian Marley e Allah Rakha Rahman.
- Boygenius (dal 2018) composto da Julien Baker, Phoebe Bridgers e Lucy Dacus.